# Heinrich Hoffmann
Heinrich Hoffmann (Fürth, 12 oktober 1885 – München, 11 december 1957) was een bekende Zuid-Duitse fotograaf en later hoffotograaf van Adolf Hitler.
Hoffmann werd lid van de NSDAP in 1920 en hoorde tot de persoonlijke vriendenkring van de 'Aanvoerder'. In 1930 stelde Hoffmann Eva Braun, assistente van zijn fotostudio te München, voor aan Hitler, die haar tot zijn levensgezellin maakte. In 1932 huwde Hoffmann zijn dochter Henriëtte uit aan Baldur von Schirach, de leider van de Hitlerjugend en latere gouwleider van Wenen.
Hoffmann bouwde zijn fotostudio uit tot een zeer winstgevend bedrijf. Van zijn foto's zijn onder andere postzegels, ansichtkaarten, posters en fotoboeken gedrukt. In de periode van het Derde Rijk vervaardigde Hoffmann bovendien meerdere boeken over Hitler, waaronder Hitler, wie ihn keiner kennt (1933) en Jugend um Hitler (1934). Het laatste boek dat hij schreef verscheen vlak voor het uitbreken van de Tweede Wereldoorlog, namelijk Das Antlitz des Führers.
Ook in de kunstpolitiek van het Derde Rijk, de strijd tegen 'ontaarde' kunst en de verkoop daarvan naar het buitenland speelde Hoffmann een belangrijke en lucratieve rol, zodat hij ten slotte over een zeer aanzienlijk vermogen beschikte.
Na de Tweede Wereldoorlog werd deze volgens velen geboren opportunist aanvankelijk tot tien, later tot vier jaar gevangenisstraf veroordeeld. In 1950 werd hij vrijgelaten en begon hij te procederen om zich weer in het bezit van zijn geld en schilderijen te stellen. In 1957 overleed hij in München. 

## Foto's van Hoffmann

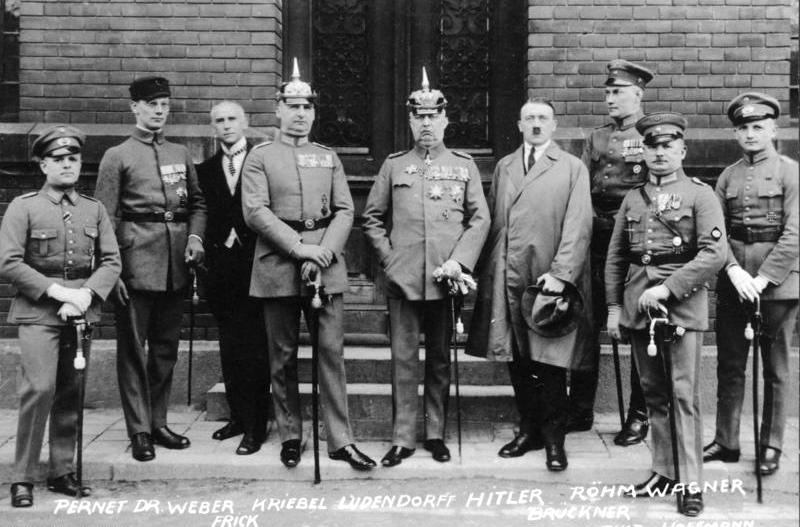
Foto na het proces tegen de deelnemers aan de Bierkellerputsch (1924)
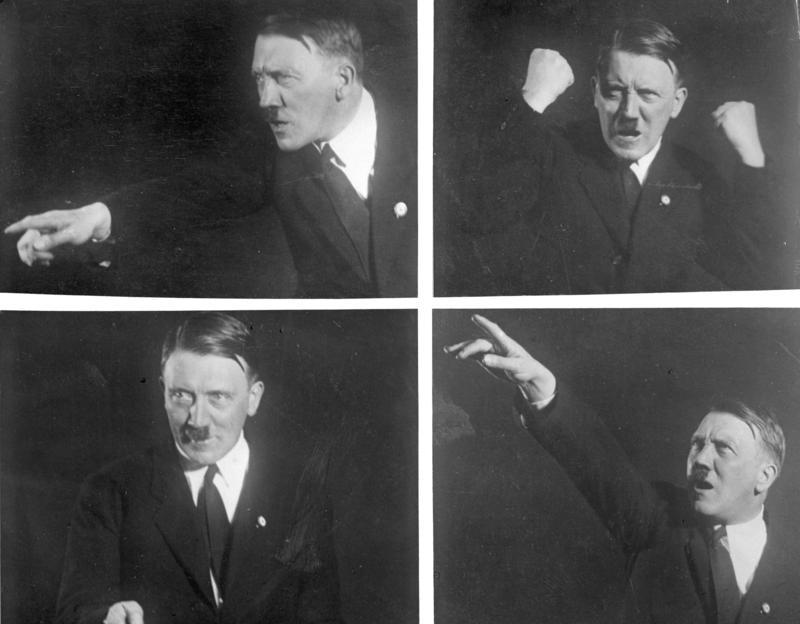
4 uitsnedes van portretten van Adolf Hitler tijdens een fotosessie waarbij Hitler een redevoering imiteert (1925).
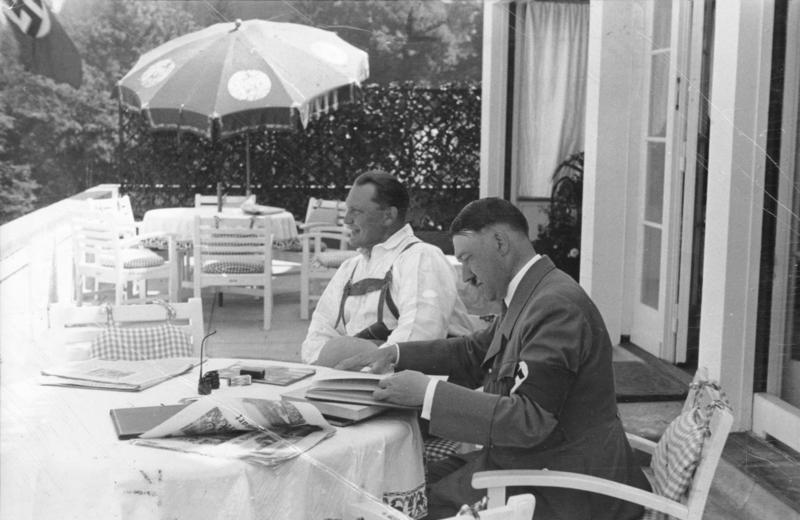
Göring, en Hitler op de Obersalzberg (1933)
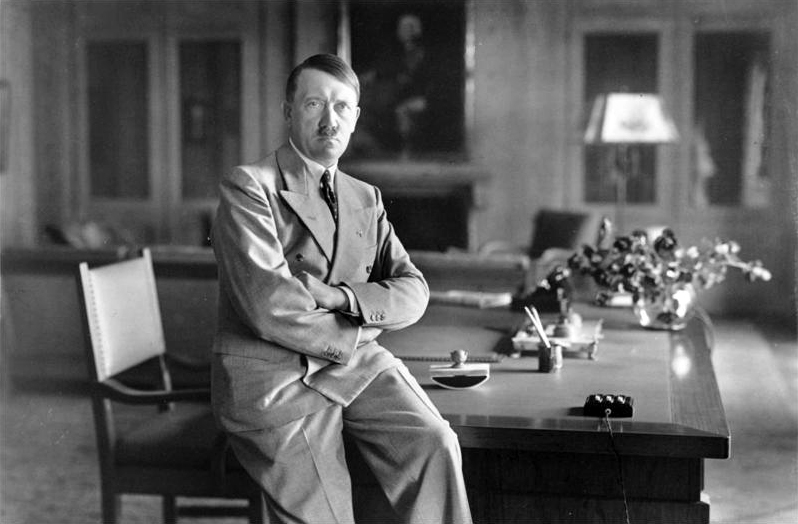
Hitler in zijn werkkamer in de Berghof (1936)
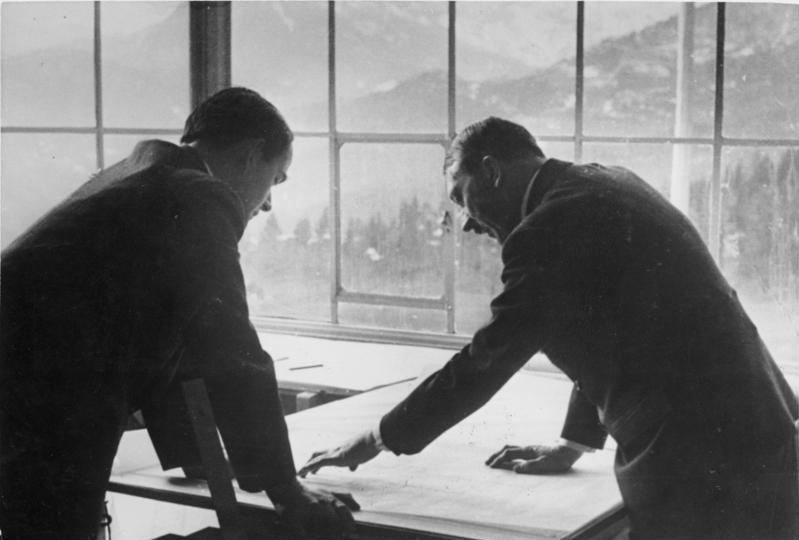
Speer en Hitler op de Obersalzberg (1938)
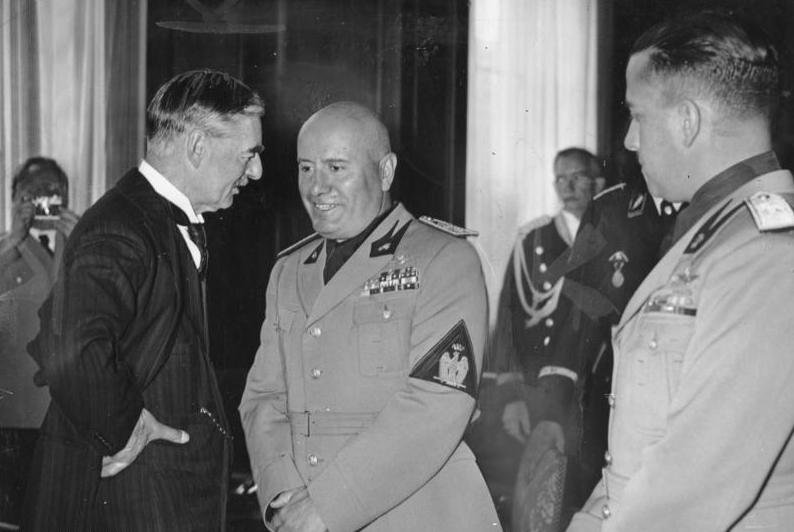
Chamberlain en Mussolini in München (1938)
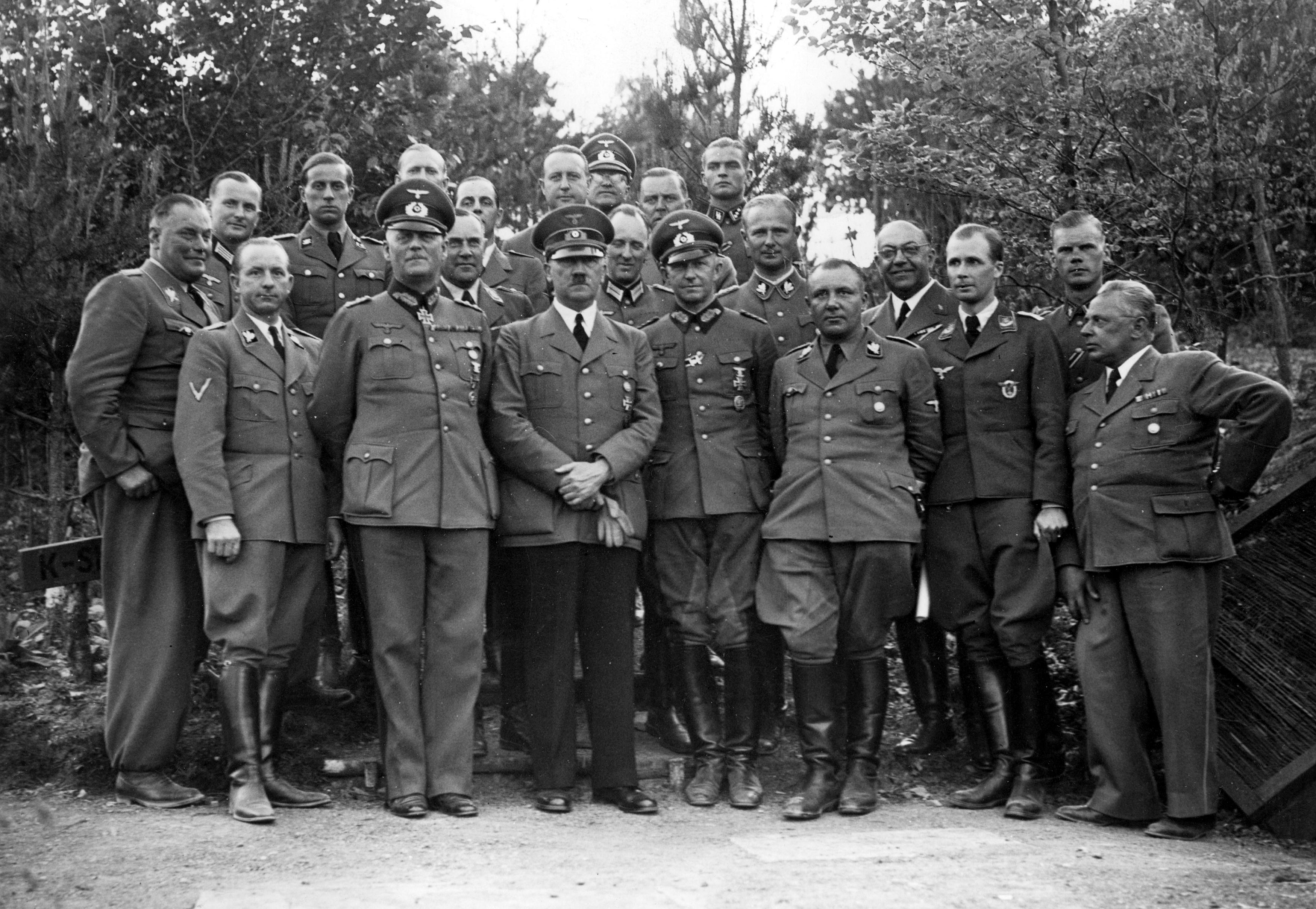
Hitler met zijn staf bij de Wolfsschanze (Hoffmann zelf uiterst rechts, 1940)
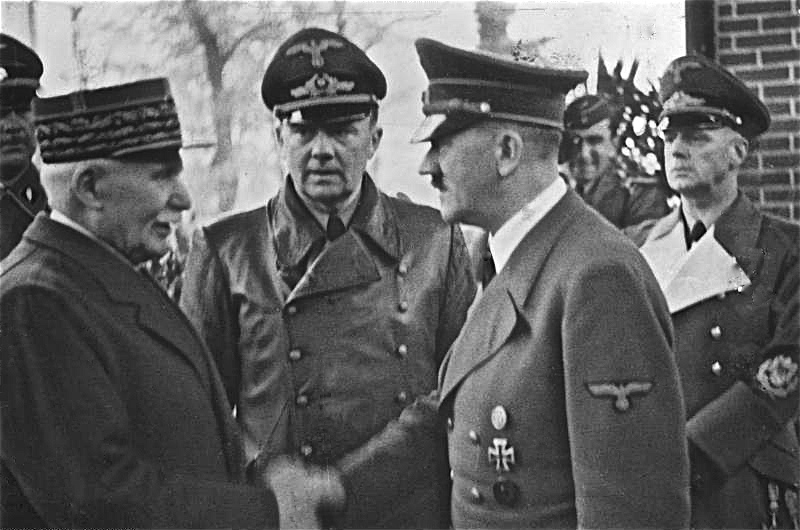
Hitler ontmoet de Franse maarschalk Philippe Pétain (1940)

- Bibsys: 90792798
- Biblioteca Nacional de España: XX1311691
- Bibliothèque nationale de France: cb12484003s (data)
- Catàleg d'autoritats de noms i títols de Catalunya: 981058519773006706
- CiNii: DA04508084
- Gemeinsame Normdatei: 118845446
- International Standard Name Identifier: 0000 0001 1023 8061
- Library of Congress Control Number: n80138051
- Nationale Bibliotheek van Tsjechië: xx0005572
- Nationale bibliotheek van Australië: 35200597
- Nationale Bibliotheek van Israël: 987007593241605171
- Nationale Bibliotheek van Polen: a0000003195532
- Nederlandse Thesaurus van Auteursnamen: 069320845
- PIC: 4851
- Réseau des bibliothèques de Suisse occidentale: 02-A000080859
- RKD-Nederlands Instituut voor Kunstgeschiedenis: 449807
- Istituto Centrale per il Catalogo Unico: PUVV387832
- LIBRIS: 278003
- SNAC: w6fz1kg6
- Système universitaire de documentation: 034043896
- Trove: 862138
- Union List of Artist Names: 500025149
- Virtual International Authority File: 32099473
- WorldCat: E39PBJj4phWJhFBT3kM4vFCbBP